# (12598) Sierra
(12598) Sierra est un astéroïde de la ceinture principale.

## Description
(12598) Sierra est un astéroïde de la ceinture principale. Il fut découvert le 9 septembre 1999 à Socorro (Nouveau-Mexique) par le projet LINEAR. Il présente une orbite caractérisée par un demi-grand axe de 2,74 UA, une excentricité de 0,08 et une inclinaison de 9,5° par rapport à l'écliptique.

## Compléments